# أندريس نوسيوني
أندريس نوسيوني مواليد 30 نوفمبر 1979، هو لاعب كرة سلة أرجنتيني يلعب مع فريق ريال مدريد ويحمل الرقم 6. يبلغ طوله 6 قدم 8 بوصة (2.0 م).

## فرق لعب لها
- شيكاغو بولز
- سكرامنتو كينغز
- فيلادلفيا سفنتي سيكسرز

## الميداليات
| الميدالية | المسابقة                             |
| --------- | ------------------------------------ |
| برونزية   | بطولة أمم الأمريكتين لكرة السلة 1999 |
| ذهبية     | بطولة أمم الأمريكتين لكرة السلة 2001 |
| فضية      | بطولة أمم الأمريكتين لكرة السلة 2003 |
| ذهبية     | بطولة أمم الأمريكتين لكرة السلة 2011 |

## روابط خارجية
- أندريس نوسيوني على موقع الاتحاد الدولي لكرة السلة (الإنجليزية)
- أندريس نوسيوني على موقع الدوري الأوروبي لكرة السلة (الإنجليزية)
- أندريس نوسيوني على موقع إن بي أي (الإنجليزية)
- أندريس نوسيوني على موقع سبورتس رفرنس (الإنجليزية)
- أندريس نوسيوني على موقع الدوري الإسباني لكرة السلة (الإسبانية)
- أندريس نوسيوني على موقع كرة السلة الأوروبية.كوم (الإنجليزية)
- أندريس نوسيوني على موقع ريلجم (الإنجليزية)
- أندريس نوسيوني على موقع بروبوليرز (الإنجليزية)
- أندريس نوسيوني على موقع سبورتس رفرنس (الإنجليزية)
- أندريس نوسيوني على موقع اللجنة الأولمبية الدولية (الإنجليزية)